# Diocesi di Guardialfiera
La diocesi di Guardialfiera (in latino Dioecesis Guardiensis) è una sede soppressa e sede vescovile titolare della Chiesa cattolica.

## Territorio
All'inizio del XIX secolo la diocesi si estendeva entro le "terre in Contado di Molise" di Guardialfiera, Acquaviva, Castelbottaccio, Castelluccio (oggi Castelmauro), Civitacampomarano, Lupara, Lucito e Palata.
Sede vescovile era la città di Guardialfiera, dove fungeva da cattedrale la chiesa di Santa Maria Assunta. Nella seconda metà del XVII secolo i vescovi solevano risiedere anche a Castelluccio.

## Storia
Ignota è l'origine della diocesi di Guardialfiera, che è documentata a partire dalla seconda metà dell'XI secolo con il vescovo Pietro; questi, secondo la Chronica Cassinese, prese parte nel 1071 alla consacrazione della chiesa abbaziale di Montecassino, ed inoltre partecipò al concilio provinciale di Benevento indetto dal metropolita Milone nel 1075. Il nome di Pietro è anche citato in una lapide del 1075, scolpita in occasione della costruzione della cattedrale.
In una bolla di papa Anastasio IV del 1153 Guardialfiera è annoverata tra le diverse diocesi suffraganee dell'arcidiocesi di Benevento. Dopo Pietro non si conoscono altri vescovi per oltre un secolo fino ad Alasio, documentato in tre occasioni: nel 1177 consacrò un altare nel monastero di San Giovanni in Venere; l'anno successivo consacrò la chiesa di Santa Maria di Castelbottaccio con Goffredo, vescovo di Termoli; infine prese parte al concilio lateranense del 1179.
Il vescovo Giovanni Battista Lomellini del Campo (1562-1567) prese parte al concilio di Trento; a Giacomo Pedicini (1668-1688) si deve l'istituzione di tre monti di pietà per debellare la piaga dell'usura.
La diocesi fu soppressa, in virtù del concordato fra papa Pio VII e il re delle Due Sicilie Ferdinando I di Borbone, il 27 giugno 1818 con la bolla De utiliori di papa Pio VII ed il suo territorio accorpato a quello della diocesi di Termoli.
Dal 1968 Guardialfiera è annoverata tra le sedi vescovili titolari della Chiesa cattolica; dal 27 giugno 2023 il vescovo titolare è Kornél Fábry, vescovo ausiliare di Esztergom-Budapest.

## Cronotassi

### Vescovi
- Pietro I † (prima del 1071 - dopo il 1075)[3]
- Alasio † (prima del 1177 - dopo il 1179)[3]
- Anonimo † (menzionato nel 1215)[4]
- Gilberto † (prima del 1223 - dopo il 1226)[4]
- Anonimo † (menzionato nel 1234)[4]
- Anonimo † (menzionato nel 1254)[4]
- Sinibaldo † (prima del 1304 - dopo il 1322)[5]
- Matteo † (? - 1348 deceduto)
- Giovanni, O.F.M. † (14 luglio 1348 - 19 novembre 1350 nominato vescovo di Gubbio)
- Benedetto † (19 novembre 1350 - 1353 deceduto)
  - Pietro II † (29 gennaio 1354 - 1354 deceduto) (vescovo eletto)
- Pietro III, O.F.M. † (12 maggio 1354 - dopo marzo 1356 deceduto)
- Antonio di Pecorano, O.F.M. † (8 novembre 1361 - ? deceduto)
- Antonio †
- Antonio de Rossi † (29 gennaio 1392 - 13 ottobre 1400 nominato vescovo di Gravina)
- Jacopo † (22 dicembre 1399 - 1402 deceduto)
- Antonio † (4 luglio 1402 - ? deceduto)
- Tommaso † (10 dicembre 1404 - ? deceduto)
- Sabino da Cellino, O.F.M. † (8 marzo 1419 - ? deceduto)[6]
- Jacopo di Castelluccio, O.S.B. † (29 febbraio 1425 - ? deceduto)
- Jacopo o Giovanni di Nola, O.P. † (19 febbraio 1470 - ?)
- Pietro di Guardia Campiclari, O.F.M. † (28 aprile 1474 - ? deceduto)
- Antonio Clemente † (22 settembre 1484 - 1490 deceduto)
- Marco Cybo † (5 novembre 1490 - 1494 deceduto)
- Roberto Gerardi, O.P. † (22 agosto 1494 - ? deceduto)
- Troilo Agnesi † (4 luglio 1498 - ? deceduto)
- Opizino de Gallis † (11 gennaio 1503 - ? deceduto)
- Marco Antonio Vascheri † (1510 - ?)
- Luca de Cophinis † (1512 - ? deceduto)
- Zaccaria Ferrari † (5 settembre 1519 - fine 1519 dimesso)
- Valentino de Valentini † (2 dicembre 1519 - 1519/1520 deceduto)
- Zaccaria Ferrari † (1519/1520 - 1524 deceduto) (per la seconda volta)
- Girolamo Vascheri, O.F.M. † (19 settembre 1524 - 1533 dimesso)
- Marco Antonio Marzolino † (27 agosto 1533 - ? deceduto)
- Giovanni Battista de Lisulis † (16 febbraio 1543 - ? deceduto)
- Giovanni Cordella † (22 marzo 1548 - 1552 deceduto)
- Antonio de Benedictis † (12 settembre 1552 - 1556 deceduto)
- Giacomo Lomellini del Campo † (21 giugno 1557 - 17 aprile 1562 nominato vescovo di Mazara del Vallo)
- Giovanni Battista Lomellini del Campo † (17 aprile 1562 - 17 marzo 1567 nominato vescovo di Isernia)
- Carlo Carafa † (23 maggio 1567 - 4 luglio 1572 nominato vescovo di Boiano)
- Alticozio di Alticozi † (13 agosto 1572 - 1575 deceduto)
- Francesco Indelli † (14 ottobre 1575 - 1580 deceduto)
- Pompilio Perotti † (4 maggio 1580 - 1591 deceduto)
- Bartolomeo Beccari, O.F.M.Conv. † (26 aprile 1591 - 1614 deceduto)
- Sebastiano Rinaldi † (1614 succeduto - 1616 deceduto)
- Giovanni Dominico Giaconi † (9 gennaio 1617 - 1624 deceduto)
- Alessandro Leparulo † (15 aprile 1624 - 14 dicembre 1637 nominato vescovo di Satriano e Campagna)
  - Sede vacante (1637-1640)
- Giovanni Luca Moncalvi † (16 gennaio 1640 - 9 giugno 1669 deceduto)
- Giacomo Pedicini, C.R.M. † (19 agosto 1669 - 1º dicembre 1688 deceduto)
- Fabrizio Cianci † (28 novembre 1689 - ottobre 1696 deceduto)
- Filippo de' duchi di Suessa † (27 marzo 1697 - 1698 deceduto)
- Sebastiano Feoli † (19 dicembre 1698 - 6 novembre 1701 deceduto)
- Gian Andrea Moscarelli † (14 maggio 1703 - gennaio 1724 deceduto)
- Pietro Abbondio Battiloro † (12 giugno 1724 - 18 dicembre 1733 nominato vescovo di Alife)
- Diomede Bianconi † (15 febbraio 1734 - 29 ottobre 1734 deceduto)
- Pasquale Zaino † (26 gennaio 1735 - 15 febbraio 1756 deceduto)
- Onofrio del Tufo † (24 maggio 1756 - 28 luglio 1775 deceduto)
- Francesco de Lauria † (13 novembre 1775 - 27 gennaio 1797[7] deceduto)
- Filippo Speranza † (29 gennaio 1798 - 29 ottobre 1804 nominato vescovo di Capaccio)
  - Sede vacante (1804-1818)

### Vescovi titolari
- Ramón Sanahuja y Marcé † (22 aprile 1969 - 8 agosto 1970 deceduto)
- Juan Luis Ysern de Arce (12 aprile 1972 - 13 maggio 1974 nominato vescovo di San Carlos de Ancud)
- Antonio Cabri, C.S.I. † (9 maggio 1974 - 27 luglio 1974 deceduto)
- Juan José Gerardi Conedera † (14 agosto 1984 - 26 aprile 1998 deceduto)
- Gaetano Di Pierro, S.C.I. (24 aprile 2001 - 13 maggio 2006 nominato vescovo di Moramanga)
- Pablo Virgilio Siongco David (27 maggio 2006 - 14 ottobre 2015 nominato vescovo di Kalookan)
- Adilson Pedro Busin, C.S. (27 gennaio 2016 - 3 maggio 2023 nominato vescovo di Tubarão)
- Kornél Fábry, dal 27 giugno 2023